# Collegio elettorale di Monza (Senato della Repubblica)
Il collegio di Monza fu un collegio elettorale uninominale della Repubblica Italiana appartenente alla Circoscrizione Lombardia; fu utilizzato per eleggere un senatore della Repubblica dalla I alla XIV legislatura, sebbene con forme diverse e sistemi elettorali diversi.

## Storia
Il collegio venne creato nel 1948 secondo la legge n. 29 del 6 febbraio 1948 la quale, pur basandosi sull'impianto proporzionale in vigore per la Camera, rispetto a quest'ultima conteneva alcuni piccoli correttivi in senso maggioritario. Tale legge ebbe il suo definitivo perfezionamento col Testo Unico n. 361 del 1957. Differentemente dalla Camera, la legge elettorale del Senato si articolava su base regionale, seguendo il dettato costituzionale (art.57). Ogni Regione era suddivisa in tanti collegi uninominali quanti erano i seggi ad essa assegnati. All'interno di ciascun collegio, veniva eletto il candidato che avesse raggiunto il quorum del 65% delle preferenze: tale soglia, oggettivamente di difficilissimo conseguimento, tradiva l'impianto proporzionale su cui era concepito anche il sistema elettorale della Camera Alta. Qualora, come normalmente avveniva, nessun candidato avesse conseguito l'elezione, i voti di tutti i candidati venivano raggruppati in liste di partito a livello regionale, dove i seggi venivano allocati utilizzando il metodo D'Hondt delle maggiori medie statistiche e quindi, all'interno di ciascuna lista, venivano dichiarati eletti i candidati con le migliori percentuali di preferenza.
Nel 1993, con la cosiddetta Legge Mattarella (Legge n. 276, Norme per l'elezione del Senato della Repubblica), attuata in seguito al referendum abrogativo del 1993, venne istituito per la Camera dei deputati e per il Senato della Repubblica un sistema di elezione misto, in parte maggioritario e in parte proporzionale. Il 75% dei parlamentari dell'assemblea veniva eletto in collegi uninominali tramite sistema maggioritario a turno unico; il restante 25% al Senato veniva eletto tramite recupero proporzionale dei più votati non eletti attraverso un meccanismo di calcolo denominato "scorporo", cioè sottraendo dal conteggio dei voti totali di una lista nella parte proporzionale i voti ottenuti dai candidati collegati alla medesima lista che erano eletti nei collegi uninominali con il sistema maggioritario.
Il collegio venne abolito insieme a tutti gli altri che costituivano il Senato con la promulgazione della legge elettorale successiva, la cosiddetta Legge Calderoli. Questa prevedeva un sistema proporzionale con premio di maggioranza, che al Senato veniva attribuito a livello regionale.

## 1948-1993

### Territorio
Il collegio di Monza era uno dei 31 collegi uninominali in cui era suddivisa la Lombardia; comprendeva i seguenti comuni: Albiate, Biassono, Brugherio, Desio, Lissone, Macherio, Meda, Monza, Muggiò, Seregno, Sesto San Giovanni, Sovico, Vedano al Lambro e Villasanta.

### Dati elettorali

#### I legislatura
|                                                                                | Mario Longoni ✔️ Eletto   | Democrazia Cristiana                             | 66 635  | 53,94 |  |  |  |  |  |
|                                                                                | Lodovico Targetti         | Fronte Democratico Popolare                      | 43 911  | 35,54 |  |  |  |  |  |
|                                                                                | Ettore Reina              | Unità Socialista - Partito Repubblicano Italiano | 10 781  | 8,73  |  |  |  |  |  |
|                                                                                | Giovanni Battista Pastori | Blocco Nazionale                                 | 2 211   | 1,79  |  |  |  |  |  |
| Totale                                                                         | Totale                    | Totale                                           | 123 538 | 100   |  |  |  |  |  |
|                                                                                |                           |                                                  |         |       |  |  |  |  |  |
| Voti non validi                                                                | Voti non validi           | Voti non validi                                  | 4 956   | 3,86  |  |  |  |  |  |
| Votanti                                                                        | Votanti                   | Votanti                                          | 128 494 | 96,68 |  |  |  |  |  |
| Elettori                                                                       | Elettori                  | Elettori                                         | 132 903 |       |  |  |  |  |  |
|                                                                                |                           |                                                  |         |       |  |  |  |  |  |
| Nota: quorum del 65% non raggiunto; ripartizione dei seggi a livello regionale |                           |                                                  |         |       |  |  |  |  |  |
| Data: 18 aprile 1948                                                           |                           |                                                  |         |       |  |  |  |  |  |
| Fonte: Ministero dell'interno                                                  |                           |                                                  |         |       |  |  |  |  |  |

#### II legislatura
|                                                                                | Mario Longoni ✔️ Eletto      | Democrazia Cristiana                    | 69 076  | 50,84 |  |  |  |  |  |
|                                                                                | Abraino Oldrini              | Partito Comunista Italiano              | 25 508  | 18,78 |  |  |  |  |  |
|                                                                                | Arialdo Banfi                | Partito Socialista Italiano             | 22 657  | 16,68 |  |  |  |  |  |
|                                                                                | Roberto Tremelloni           | Partito Socialista Democratico Italiano | 6 742   | 4,96  |  |  |  |  |  |
|                                                                                | Marcello Visconti di Modrone | Partito Nazionale Monarchico            | 3 774   | 2,78  |  |  |  |  |  |
|                                                                                | Antonio Barbato              | Movimento Sociale Italiano              | 3 410   | 2,51  |  |  |  |  |  |
|                                                                                | Luigi Davide Grassi          | Partito Liberale Italiano               | 1 616   | 1,19  |  |  |  |  |  |
|                                                                                | Mario Casanova               | Unità Popolare                          | 1 406   | 1,03  |  |  |  |  |  |
|                                                                                | Luigi Gatti                  | Partito Repubblicano Italiano           | 1 357   | 1,00  |  |  |  |  |  |
|                                                                                | Enrico Sbisà                 | Alleanza Democratica Nazionale          | 315     | 0,23  |  |  |  |  |  |
| Totale                                                                         | Totale                       | Totale                                  | 135 861 | 100   |  |  |  |  |  |
|                                                                                |                              |                                         |         |       |  |  |  |  |  |
| Voti non validi                                                                | Voti non validi              | Voti non validi                         | 5 310   | 3,76  |  |  |  |  |  |
| Votanti                                                                        | Votanti                      | Votanti                                 | 141 171 | 97,41 |  |  |  |  |  |
| Elettori                                                                       | Elettori                     | Elettori                                | 144 926 |       |  |  |  |  |  |
|                                                                                |                              |                                         |         |       |  |  |  |  |  |
| Nota: quorum del 65% non raggiunto; ripartizione dei seggi a livello regionale |                              |                                         |         |       |  |  |  |  |  |
| Data: 7 giugno 1953                                                            |                              |                                         |         |       |  |  |  |  |  |
| Fonte: Ministero dell'interno                                                  |                              |                                         |         |       |  |  |  |  |  |

#### III legislatura
|                                                                                | Giovanni Maria Cornaggia Medici ✔️ Eletto | Democrazia Cristiana                    | 75 328  | 48,91 |  |  |  |  |  |
|                                                                                | Aldo Buzzelli                             | Partito Comunista Italiano              | 29 939  | 19,44 |  |  |  |  |  |
|                                                                                | Francesco Mariani                         | Partito Socialista Italiano             | 27 670  | 17,97 |  |  |  |  |  |
|                                                                                | Luigi Nale                                | Partito Socialista Democratico Italiano | 9 003   | 5,85  |  |  |  |  |  |
|                                                                                | Mario Astolfi                             | Partito Liberale Italiano               | 5 375   | 3,49  |  |  |  |  |  |
|                                                                                | Attilio Molteni                           | Movimento Sociale Italiano              | 4 755   | 3,09  |  |  |  |  |  |
|                                                                                | Luigi Mauri                               | PRI - PR                                | 1 228   | 0,80  |  |  |  |  |  |
|                                                                                | Ezio Cerutti                              | Movimento Comunità                      | 708     | 0,46  |  |  |  |  |  |
| Totale                                                                         | Totale                                    | Totale                                  | 154 006 | 100   |  |  |  |  |  |
|                                                                                |                                           |                                         |         |       |  |  |  |  |  |
| Voti non validi                                                                | Voti non validi                           | Voti non validi                         | 6 337   | 3,95  |  |  |  |  |  |
| Votanti                                                                        | Votanti                                   | Votanti                                 | 160 343 | 97,77 |  |  |  |  |  |
| Elettori                                                                       | Elettori                                  | Elettori                                | 163 994 |       |  |  |  |  |  |
|                                                                                |                                           |                                         |         |       |  |  |  |  |  |
| Nota: quorum del 65% non raggiunto; ripartizione dei seggi a livello regionale |                                           |                                         |         |       |  |  |  |  |  |
| Data: 25 maggio 1958                                                           |                                           |                                         |         |       |  |  |  |  |  |
| Fonte: Ministero dell'interno                                                  |                                           |                                         |         |       |  |  |  |  |  |

#### IV legislatura
|                                                                                | Giovanni Maria Cornaggia Medici ✔️ Eletto | Democrazia Cristiana                    | 78 664  | 42,91 |  |  |  |  |  |
|                                                                                | Raffaele De Grada                         | Partito Comunista Italiano              | 39 964  | 21,80 |  |  |  |  |  |
|                                                                                | C. Orlando                                | Partito Socialista Italiano             | 32 808  | 17,90 |  |  |  |  |  |
|                                                                                | C. Zucca                                  | Partito Liberale Italiano               | 13 669  | 7,46  |  |  |  |  |  |
|                                                                                | Bruno Paltrinieri                         | Partito Socialista Democratico Italiano | 11 669  | 6,37  |  |  |  |  |  |
|                                                                                | Luigi Zanoni                              | Movimento Sociale Italiano              | 5 506   | 3,00  |  |  |  |  |  |
|                                                                                | M. Cortesi                                | Partito Repubblicano Italiano           | 1 045   | 0,57  |  |  |  |  |  |
| Totale                                                                         | Totale                                    | Totale                                  | 183 325 | 100   |  |  |  |  |  |
|                                                                                |                                           |                                         |         |       |  |  |  |  |  |
| Voti non validi                                                                | Voti non validi                           | Voti non validi                         | 7 018   | 3,69  |  |  |  |  |  |
| Votanti                                                                        | Votanti                                   | Votanti                                 | 190 343 | 97,80 |  |  |  |  |  |
| Elettori                                                                       | Elettori                                  | Elettori                                | 194 615 |       |  |  |  |  |  |
|                                                                                |                                           |                                         |         |       |  |  |  |  |  |
| Nota: quorum del 65% non raggiunto; ripartizione dei seggi a livello regionale |                                           |                                         |         |       |  |  |  |  |  |
| Data: 28 aprile 1963                                                           |                                           |                                         |         |       |  |  |  |  |  |
| Fonte: Ministero dell'interno                                                  |                                           |                                         |         |       |  |  |  |  |  |

#### V legislatura
|                                                                                | Vittorio Pozzar ✔️ Eletto | Democrazia Cristiana          | 89 814  | 43,23 |  |  |  |  |  |
|                                                                                | G. M. Albani              | PCI - PSIUP                   | 55 680  | 26,80 |  |  |  |  |  |
|                                                                                | G. Pini                   | PSI-PSDI Unificati            | 37 046  | 17,83 |  |  |  |  |  |
|                                                                                | A. Ferrazzi               | Partito Liberale Italiano     | 16 805  | 8,09  |  |  |  |  |  |
|                                                                                | Enrico Pedenovi           | Movimento Sociale Italiano    | 5 719   | 2,75  |  |  |  |  |  |
|                                                                                | Vittorio Olcese           | Partito Repubblicano Italiano | 2 704   | 1,30  |  |  |  |  |  |
| Totale                                                                         | Totale                    | Totale                        | 207 768 | 100   |  |  |  |  |  |
|                                                                                |                           |                               |         |       |  |  |  |  |  |
| Voti non validi                                                                | Voti non validi           | Voti non validi               | 10 435  | 4,78  |  |  |  |  |  |
| Votanti                                                                        | Votanti                   | Votanti                       | 218 203 | 97,62 |  |  |  |  |  |
| Elettori                                                                       | Elettori                  | Elettori                      | 223 527 |       |  |  |  |  |  |
|                                                                                |                           |                               |         |       |  |  |  |  |  |
| Nota: quorum del 65% non raggiunto; ripartizione dei seggi a livello regionale |                           |                               |         |       |  |  |  |  |  |
| Data: 19 maggio 1968                                                           |                           |                               |         |       |  |  |  |  |  |
| Fonte: Ministero dell'interno                                                  |                           |                               |         |       |  |  |  |  |  |

#### VI legislatura
|                                                                                | Vittorio Pozzar ✔️ Eletto | Democrazia Cristiana                            | 95 593  | 41,81 |  |  |  |  |  |
|                                                                                | Generoso Petrella         | PCI - PSIUP                                     | 57 128  | 24,99 |  |  |  |  |  |
|                                                                                | G. Mariani                | Partito Socialista Italiano                     | 29 266  | 12,80 |  |  |  |  |  |
|                                                                                | G. Bergamasco             | Partito Liberale Italiano                       | 13 104  | 5,73  |  |  |  |  |  |
|                                                                                | I. Desiderati             | Partito Socialista Democratico Italiano         | 12 131  | 5,31  |  |  |  |  |  |
|                                                                                | Luigi Zanoni              | Movimento Sociale Italiano                      | 10 654  | 4,66  |  |  |  |  |  |
|                                                                                | T. Rok Rock               | Partito Repubblicano Italiano                   | 7 894   | 3,45  |  |  |  |  |  |
|                                                                                | R. Villa                  | Partito Comunista (Marxista-Leninista) Italiano | 2 848   | 1,25  |  |  |  |  |  |
| Totale                                                                         | Totale                    | Totale                                          | 228 618 | 100   |  |  |  |  |  |
|                                                                                |                           |                                                 |         |       |  |  |  |  |  |
| Voti non validi                                                                | Voti non validi           | Voti non validi                                 | 8 481   | 3,58  |  |  |  |  |  |
| Votanti                                                                        | Votanti                   | Votanti                                         | 237 099 | 97,62 |  |  |  |  |  |
| Elettori                                                                       | Elettori                  | Elettori                                        | 242 888 |       |  |  |  |  |  |
|                                                                                |                           |                                                 |         |       |  |  |  |  |  |
| Nota: quorum del 65% non raggiunto; ripartizione dei seggi a livello regionale |                           |                                                 |         |       |  |  |  |  |  |
| Data: 7 maggio 1972                                                            |                           |                                                 |         |       |  |  |  |  |  |
| Fonte: Ministero dell'interno                                                  |                           |                                                 |         |       |  |  |  |  |  |

#### VII legislatura
|                                                                                | Vittorino Colombo ✔️ Eletto | Democrazia Cristiana                    | 100 876 | 41,03 |  |  |  |  |  |
|                                                                                | Generoso Petrella ✔️ Eletto | Partito Comunista Italiano              | 80 475  | 32,73 |  |  |  |  |  |
|                                                                                | Giuliana Raja               | Partito Socialista Italiano             | 27 747  | 11,28 |  |  |  |  |  |
|                                                                                | Franco Gaiani               | Partito Repubblicano Italiano           | 10 346  | 4,21  |  |  |  |  |  |
|                                                                                | Luigi Zanoni                | Movimento Sociale Italiano              | 7 986   | 3,25  |  |  |  |  |  |
|                                                                                | Bruno Paltrinieri           | Partito Socialista Democratico Italiano | 7 884   | 3,21  |  |  |  |  |  |
|                                                                                | Gino Ettore Martinetti      | Partito Liberale Italiano               | 4 505   | 1,83  |  |  |  |  |  |
|                                                                                | Maria Teresa Rossi          | Democrazia Proletaria                   | 3 741   | 1,52  |  |  |  |  |  |
|                                                                                | Arturo Schawarz             | Partito Radicale                        | 2 321   | 0,94  |  |  |  |  |  |
| Totale                                                                         | Totale                      | Totale                                  | 245 881 | 100   |  |  |  |  |  |
|                                                                                |                             |                                         |         |       |  |  |  |  |  |
| Voti non validi                                                                | Voti non validi             | Voti non validi                         | 6 284   | 2,49  |  |  |  |  |  |
| Votanti                                                                        | Votanti                     | Votanti                                 | 252 165 | 96,82 |  |  |  |  |  |
| Elettori                                                                       | Elettori                    | Elettori                                | 260 447 |       |  |  |  |  |  |
|                                                                                |                             |                                         |         |       |  |  |  |  |  |
| Nota: quorum del 65% non raggiunto; ripartizione dei seggi a livello regionale |                             |                                         |         |       |  |  |  |  |  |
| Data: 20 giugno 1976                                                           |                             |                                         |         |       |  |  |  |  |  |
| Fonte: Ministero dell'interno                                                  |                             |                                         |         |       |  |  |  |  |  |

#### VIII legislatura
|                                                                                | Vittorino Colombo ✔️ Eletto  | Democrazia Cristiana                         | 99 680  | 39,91 |  |  |  |  |  |
|                                                                                | Libero Riccardelli ✔️ Eletto | Partito Comunista Italiano                   | 77 132  | 30,88 |  |  |  |  |  |
|                                                                                | Antonio Natali               | Partito Socialista Italiano                  | 28 828  | 11,54 |  |  |  |  |  |
|                                                                                | V. Vigano                    | Partito Socialista Democratico Italiano      | 10 340  | 4,14  |  |  |  |  |  |
|                                                                                | Franco Gaiani                | Partito Repubblicano Italiano                | 9 068   | 3,63  |  |  |  |  |  |
|                                                                                | L. E. Boneschi               | Partito Radicale                             | 7 405   | 2,97  |  |  |  |  |  |
|                                                                                | G. Ratti                     | Movimento Sociale Italiano                   | 7 395   | 2,96  |  |  |  |  |  |
|                                                                                | M. V. Baroni                 | Partito Liberale Italiano                    | 6 908   | 2,77  |  |  |  |  |  |
|                                                                                | F. Calamida                  | Nuova Sinistra Unita                         | 2 114   | 0,85  |  |  |  |  |  |
|                                                                                | G. Vanoni                    | Costituente di Destra - Democrazia Nazionale | 875     | 0,35  |  |  |  |  |  |
| Totale                                                                         | Totale                       | Totale                                       | 249 745 | 100   |  |  |  |  |  |
|                                                                                |                              |                                              |         |       |  |  |  |  |  |
| Voti non validi                                                                | Voti non validi              | Voti non validi                              | 9 923   | 3,82  |  |  |  |  |  |
| Votanti                                                                        | Votanti                      | Votanti                                      | 259 668 | 96,23 |  |  |  |  |  |
| Elettori                                                                       | Elettori                     | Elettori                                     | 269 834 |       |  |  |  |  |  |
|                                                                                |                              |                                              |         |       |  |  |  |  |  |
| Nota: quorum del 65% non raggiunto; ripartizione dei seggi a livello regionale |                              |                                              |         |       |  |  |  |  |  |
| Data: 3 giugno 1979                                                            |                              |                                              |         |       |  |  |  |  |  |
| Fonte: Ministero dell'interno                                                  |                              |                                              |         |       |  |  |  |  |  |

#### IX legislatura
|                                                                                | Felice Calcaterra             | Democrazia Cristiana                    | 80 269  | 32,90 |  |  |  |  |  |
|                                                                                | Andrea Margheri ✔️ Eletto     | Partito Comunista Italiano              | 72 886  | 29,88 |  |  |  |  |  |
|                                                                                | Franco Mobilio                | Partito Socialista Italiano             | 28 522  | 11,69 |  |  |  |  |  |
|                                                                                | Teonillo Rock                 | Partito Repubblicano Italiano           | 21 191  | 8,69  |  |  |  |  |  |
|                                                                                | Giampietro Gaetano Pellegrini | Movimento Sociale Italiano              | 10 494  | 4,30  |  |  |  |  |  |
|                                                                                | Giovanni Baroni               | Partito Liberale Italiano               | 9 906   | 4,06  |  |  |  |  |  |
|                                                                                | Ettore Giorgio Vaglié         | Partito Socialista Democratico Italiano | 8 978   | 3,68  |  |  |  |  |  |
|                                                                                | Francesco Giovanni Dambrosio  | Partito Radicale                        | 5 526   | 2,27  |  |  |  |  |  |
|                                                                                | Luigi Cipriani                | Democrazia Proletaria                   | 5 053   | 2,07  |  |  |  |  |  |
|                                                                                | Domenico Gentile              | Lista per Trieste                       | 581     | 0,24  |  |  |  |  |  |
|                                                                                | Pierina Ceruti                | Partito Cristiano Azione Sociale        | 561     | 0,23  |  |  |  |  |  |
| Totale                                                                         | Totale                        | Totale                                  | 243 967 | 100   |  |  |  |  |  |
|                                                                                |                               |                                         |         |       |  |  |  |  |  |
| Voti non validi                                                                | Voti non validi               | Voti non validi                         | 15 590  | 6,01  |  |  |  |  |  |
| Votanti                                                                        | Votanti                       | Votanti                                 | 259 557 | 93,16 |  |  |  |  |  |
| Elettori                                                                       | Elettori                      | Elettori                                | 278 603 |       |  |  |  |  |  |
|                                                                                |                               |                                         |         |       |  |  |  |  |  |
| Nota: quorum del 65% non raggiunto; ripartizione dei seggi a livello regionale |                               |                                         |         |       |  |  |  |  |  |
| Data: 26 giugno 1983                                                           |                               |                                         |         |       |  |  |  |  |  |
| Fonte: Ministero dell'interno                                                  |                               |                                         |         |       |  |  |  |  |  |

#### X legislatura
|                                                                                | Walter Fontana    | Democrazia Cristiana                    | 84 863  | 32,81 |  |  |  |  |  |
|                                                                                | Andrea Margheri   | Partito Comunista Italiano              | 64 784  | 25,05 |  |  |  |  |  |
|                                                                                | Franco Mobilio    | Partito Socialista Italiano             | 44 767  | 17,31 |  |  |  |  |  |
|                                                                                | L. Ferraro        | Partito Repubblicano Italiano           | 13 142  | 5,08  |  |  |  |  |  |
|                                                                                | C. Borsani        | Movimento Sociale Italiano              | 10 010  | 3,87  |  |  |  |  |  |
|                                                                                | Alberto Bertuzzi  | Partito Radicale                        | 7 619   | 2,95  |  |  |  |  |  |
|                                                                                | G. G. Brambilla   | Lega Lombarda                           | 7 315   | 2,83  |  |  |  |  |  |
|                                                                                | V. Bettin         | Lista Verde                             | 7 151   | 2,76  |  |  |  |  |  |
|                                                                                | I. Desiderati     | Partito Socialista Democratico Italiano | 5 792   | 2,24  |  |  |  |  |  |
|                                                                                | Raffaele De Grada | Democrazia Proletaria                   | 5 593   | 2,16  |  |  |  |  |  |
|                                                                                | P. Sandrini       | Partito Liberale Italiano               | 5 553   | 2,15  |  |  |  |  |  |
|                                                                                | V. Radice         | Liga Veneta-Pensionati Uniti            | 1 672   | 0,65  |  |  |  |  |  |
|                                                                                | A. C. Mandelli    | Alleanza Popolare Pensionati            | 403     | 0,16  |  |  |  |  |  |
| Totale                                                                         | Totale            | Totale                                  | 258 664 | 100   |  |  |  |  |  |
|                                                                                |                   |                                         |         |       |  |  |  |  |  |
| Voti non validi                                                                | Voti non validi   | Voti non validi                         | 11 590  | 4,29  |  |  |  |  |  |
| Votanti                                                                        | Votanti           | Votanti                                 | 270 254 | 93,66 |  |  |  |  |  |
| Elettori                                                                       | Elettori          | Elettori                                | 288 560 |       |  |  |  |  |  |
|                                                                                |                   |                                         |         |       |  |  |  |  |  |
| Nota: quorum del 65% non raggiunto; ripartizione dei seggi a livello regionale |                   |                                         |         |       |  |  |  |  |  |
| Data: 14 giugno 1987                                                           |                   |                                         |         |       |  |  |  |  |  |
| Fonte: Ministero dell'interno                                                  |                   |                                         |         |       |  |  |  |  |  |

#### XI legislatura
|                                                                                | Carlo Edoardo Valli      | Democrazia Cristiana                    | 64 465  | 23,45 |  |  |  |  |  |
|                                                                                | Francesco Formenti       | Lega Lombarda                           | 54 555  | 19,85 |  |  |  |  |  |
|                                                                                | Carlo Tognoli            | Partito Socialista Italiano             | 37 578  | 13,67 |  |  |  |  |  |
|                                                                                | Franco Rositi            | Partito Democratico della Sinistra      | 36 839  | 13,40 |  |  |  |  |  |
|                                                                                | Bruno Casati             | Partito della Rifondazione Comunista    | 16 031  | 5,83  |  |  |  |  |  |
|                                                                                | Marco Giovanni Biffi     | Partito Repubblicano Italiano           | 13 483  | 4,91  |  |  |  |  |  |
|                                                                                | Fulco Pratesi            | Federazione dei Verdi                   | 10 416  | 3,79  |  |  |  |  |  |
|                                                                                | Dario Vermi              | Movimento Sociale Italiano              | 8 565   | 3,12  |  |  |  |  |  |
|                                                                                | Ugo Policarpo Bringhenti | Partito Liberale Italiano               | 7 074   | 2,57  |  |  |  |  |  |
|                                                                                | Tina Savoldi             | Lega Alpina Lumbarda                    | 5 108   | 1,86  |  |  |  |  |  |
|                                                                                | Emma Bonino              | Lista Marco Pannella                    | 5 035   | 1,83  |  |  |  |  |  |
|                                                                                | Luigi Esni               | Partito Pensionati                      | 3 708   | 1,35  |  |  |  |  |  |
|                                                                                | Carlo Vizzini            | Partito Socialista Democratico Italiano | 3 006   | 1,09  |  |  |  |  |  |
|                                                                                | Italo Gardellin          | La Lega Casalinghe-Pensionati           | 2 386   | 0,87  |  |  |  |  |  |
|                                                                                | Giancarlo Giraldi        | Sì Referendum                           | 2 106   | 0,77  |  |  |  |  |  |
|                                                                                | Raffaello Giudici        | Lega Lombardia Europea                  | 1 828   | 0,67  |  |  |  |  |  |
|                                                                                | Paolo Macchi             | Alleanza Lombarda Autonomia             | 1 500   | 0,55  |  |  |  |  |  |
|                                                                                | Alessandro Andreatta     | Caccia Pesca Ambiente                   | 601     | 0,22  |  |  |  |  |  |
|                                                                                | Raffaele Blandino        | Federalismo - Pensionati Uomini Vivi    | 366     | 0,13  |  |  |  |  |  |
|                                                                                | Giorgio Sogliaghi        | Movimento Fascismo e Libertà            | 209     | 0,08  |  |  |  |  |  |
| Totale                                                                         | Totale                   | Totale                                  | 274 859 | 100   |  |  |  |  |  |
|                                                                                |                          |                                         |         |       |  |  |  |  |  |
| Voti non validi                                                                | Voti non validi          | Voti non validi                         | 11 860  | 4,14  |  |  |  |  |  |
| Votanti                                                                        | Votanti                  | Votanti                                 | 286 719 | 92,86 |  |  |  |  |  |
| Elettori                                                                       | Elettori                 | Elettori                                | 308 759 |       |  |  |  |  |  |
|                                                                                |                          |                                         |         |       |  |  |  |  |  |
| Nota: quorum del 65% non raggiunto; ripartizione dei seggi a livello regionale |                          |                                         |         |       |  |  |  |  |  |
| Data: 5 aprile 1992                                                            |                          |                                         |         |       |  |  |  |  |  |
| Fonte: Ministero dell'interno                                                  |                          |                                         |         |       |  |  |  |  |  |

## 1993-2005

### Territorio
Il collegio di Monza era uno dei 35 collegi uninominali in cui era suddivisa la Lombardia; come previsto dal D.Lgs. del 20 dicembre 1993 n. 535, e comprendeva i seguenti comuni: Arcore, Biassono, Camparada, Concorezzo, Correzzana, Lesmo, Macherio, Monza, Sovico, Usmate Velate, Vedano al Lambro, Villasanta e Vimercate.

### Eletti
| Elezione | Elezione                | Senatore          | Partito                  |
| -------- | ----------------------- | ----------------- | ------------------------ |
|          | 1994                    | Giorgio Brambilla | Polo delle Libertà (LN)  |
|          | 1996                    | Alfredo Mantica   | Polo per le Libertà (AN) |
| 2001     | Casa delle Libertà (AN) | Alfredo Mantica   |                          |

### Dati elettorali

#### XII legislatura
|                               | Giorgio Brambilla ✔️ Eletto | Polo delle Libertà           | 66 963  | 43,48 |  |  |  |  |  |
|                               | Roberto Vittorio Mandelli   | Progressisti                 | 34 896  | 22,66 |  |  |  |  |  |
|                               | Sergio Sordo                | Patto per l'Italia           | 26 137  | 16,97 |  |  |  |  |  |
|                               | Rosa Angela Ceraso          | Alleanza Nazionale           | 9 680   | 6,29  |  |  |  |  |  |
|                               | Giorgio Giulio Francia      | Lista Pannella-Riformatori   | 6 726   | 4,37  |  |  |  |  |  |
|                               | Giorgio Canesi              | Lega Alpina Lumbarda         | 4 932   | 3,20  |  |  |  |  |  |
|                               | Romana Italia               | Partito Pensionati           | 2 522   | 1,64  |  |  |  |  |  |
|                               | Luigi Massaro               | Lega di Angela Bossi         | 1 554   | 1,01  |  |  |  |  |  |
|                               | Fernanda De Rigo Conte      | Partito della Legge Naturale | 595     | 0,39  |  |  |  |  |  |
| Totale                        | Totale                      | Totale                       | 154 005 | 100   |  |  |  |  |  |
|                               |                             |                              |         |       |  |  |  |  |  |
| Voti non validi               | Voti non validi             | Voti non validi              | 5 755   | 3,60  |  |  |  |  |  |
| Votanti                       | Votanti                     | Votanti                      | 159 760 | 93,01 |  |  |  |  |  |
| Elettori                      | Elettori                    | Elettori                     | 171 772 |       |  |  |  |  |  |
|                               |                             |                              |         |       |  |  |  |  |  |
| Data: 27-28 marzo 1994        |                             |                              |         |       |  |  |  |  |  |
| Fonte: Ministero dell'interno |                             |                              |         |       |  |  |  |  |  |

#### XIII legislatura
|                               | Alfredo Mantica ✔️ Eletto       | Polo per le Libertà                      | 58 207  | 38,10 |  |  |  |  |  |
|                               | Anna Maria Bernasconi ✔️ Eletta | L'Ulivo                                  | 56 476  | 36,97 |  |  |  |  |  |
|                               | Emilio Merlo                    | Lega Nord                                | 29 499  | 19,31 |  |  |  |  |  |
|                               | Lidia Baiocchi                  | Lista Pannella-Sgarbi                    | 3 160   | 2,07  |  |  |  |  |  |
|                               | Luigi Borgonovo                 | Movimento Sociale Fiamma Tricolore       | 2 063   | 1,35  |  |  |  |  |  |
|                               | Maria Pilloni                   | Lega per l'Autonomia - Alleanza Lombarda | 1 512   | 0,99  |  |  |  |  |  |
|                               | Carlo Brambilla                 | Partito Socialista                       | 967     | 0,63  |  |  |  |  |  |
|                               | Anna D'Ambrosio                 | Federazione Liste Civiche                | 888     | 0,58  |  |  |  |  |  |
| Totale                        | Totale                          | Totale                                   | 152 772 | 100   |  |  |  |  |  |
|                               |                                 |                                          |         |       |  |  |  |  |  |
| Voti non validi               | Voti non validi                 | Voti non validi                          | 5 995   | 3,78  |  |  |  |  |  |
| Votanti                       | Votanti                         | Votanti                                  | 158 767 | 90,53 |  |  |  |  |  |
| Elettori                      | Elettori                        | Elettori                                 | 175 376 |       |  |  |  |  |  |
|                               |                                 |                                          |         |       |  |  |  |  |  |
| Data: 21 aprile 1996          |                                 |                                          |         |       |  |  |  |  |  |
| Fonte: Ministero dell'interno |                                 |                                          |         |       |  |  |  |  |  |

#### XIV legislatura
|                               | Alfredo Mantica ✔️ Eletto     | Casa delle Libertà                       | 72 251  | 46,05 |  |  |  |  |  |
|                               | Emanuela Baio Dossi ✔️ Eletta | L'Ulivo                                  | 55 468  | 35,35 |  |  |  |  |  |
|                               | Roberto Cocevari              | Partito della Rifondazione Comunista     | 6 475   | 4,13  |  |  |  |  |  |
|                               | Giancarlo Palmieri            | Lega per l'Autonomia - Alleanza Lombarda | 5 857   | 3,73  |  |  |  |  |  |
|                               | Alessandro Litta Modignani    | Lista Pannella-Bonino                    | 4 212   | 2,68  |  |  |  |  |  |
|                               | Salvatore Cardillo            | Lista Di Pietro                          | 3 926   | 2,50  |  |  |  |  |  |
|                               | Giorgio Brambilla             | Va' Pensiero Padania                     | 2 669   | 1,70  |  |  |  |  |  |
|                               | Curzio Villa                  | Democrazia Europea                       | 2 505   | 1,60  |  |  |  |  |  |
|                               | Angelo Giuseppe Nillo         | Partito Pensionati                       | 1 399   | 0,89  |  |  |  |  |  |
|                               | Alberto Giuliano Longoni      | Fiamma Tricolore                         | 1 377   | 0,88  |  |  |  |  |  |
|                               | Sergio Gozzoli                | Forza Nuova                              | 405     | 0,26  |  |  |  |  |  |
|                               | Daniela Fiorenza Pegoraro     | Partito Liberal-Popolare                 | 216     | 0,14  |  |  |  |  |  |
|                               | Ercole Maestro                | Liberaldemocratici Basta                 | 138     | 0,09  |  |  |  |  |  |
| Totale                        | Totale                        | Totale                                   | 156 898 | 100   |  |  |  |  |  |
|                               |                               |                                          |         |       |  |  |  |  |  |
| Voti non validi               | Voti non validi               | Voti non validi                          | 5 508   | 3,39  |  |  |  |  |  |
| Votanti                       | Votanti                       | Votanti                                  | 162 406 | 88,22 |  |  |  |  |  |
| Elettori                      | Elettori                      | Elettori                                 | 184 099 |       |  |  |  |  |  |
|                               |                               |                                          |         |       |  |  |  |  |  |
| Data: 13 maggio 2001          |                               |                                          |         |       |  |  |  |  |  |
| Fonte: Ministero dell'interno |                               |                                          |         |       |  |  |  |  |  |